# Amstrad
Amstrad je britanska elektronička tvrtka koju je osnovao Alan Sugar 1968. Ime tvrtka je skraćenica od Alan Michael Sugar Trading. U kasnim 1980-tim Amstrad je imao veliki udio u tržištu osobnih računala u Velikoj Britaniji.

## Računala

### Kućna računala
- CPC464
- CPC472
- CPC664
- CPC6128
- CPC464plus
- CPC6128plus
- CPC128plus
- GX4000
- Sinclair ZX Spectrum +2
- Sinclair ZX Spectrum +3

### Procesori riječi
- Amstrad PCW

### Osobna računala
- PC1512
- PC1640
- PPC512
- PPC640
- Sinclair PC200
- PC-20
- Sinclair PC500
- PC1286
- PC1386 (Intel 80386SX CPU, 20 MHz, 1 MB RAM)
- PC2086 (Intel 8086 CPU, 8 MHz, 640 KB RAM, VGA grafika)
- PC2286 (Intel 80286 CPU, 12.5 MHz, 1 MB RAM, VGA grafika)
- PC2386 (Intel 80386DX CPU, 20 MHz, 4 MB RAM, VGA grafika)
- PC3086 ( 8 MHz 8086 CPU, 640 KB RAM)
- PC3286 (16 MHz 80286 CPU, 1 MB RAM)
- PC3386SX (20 MHz 80386SX CPU, 1 MB RAM)
- PC4386SX (20 MHz 80386SX CPU, 4 MB RAM)
- PC5086 (8 MHz 8086 CPU, 640 KB RAM)
- PC5286 (16 MHz 80286 CPU, 1 MB RAM)
- PC5386SX (20 MHz 80386SX CPU, 2 MB RAM, VGA grafika)
- PC6486SX
- PC7000 serija: PC7286, PC7386SX, PC7486SLC
- PC8486
- PC9486 (25 or 33 MHz 80486SX)
- PC9555i (120 MHz Pentium)

- ALT286 (laptop; 16 MHz 80286 CPU, 1 MB RAM)
- ALT386SX (laptop; 16 MHz 80386SX CPU, 1 MB RAM)
- ACL386SX (laptop; 20 MHz 80386SX CPU, 1 MB RAM,  TFT LCD u boji)
- ANB386SX (notebook; 80386SX CPU, 1 MB RAM)
- Amstrad Mega PC

## Vanjske poveznice
- Stranice tvrtke Amstrad  Arhivirana inačica izvorne stranice od 20. srpnja 2019. (Wayback Machine)